# L'Escaleta (la Sénia)
L'Escaleta és una muntanya de 1.069 metres que es troba entre el municipi de la Sénia, a la comarca del Montsià i el de la Pobla de Benifassà als Ports.